# Doris Soffel

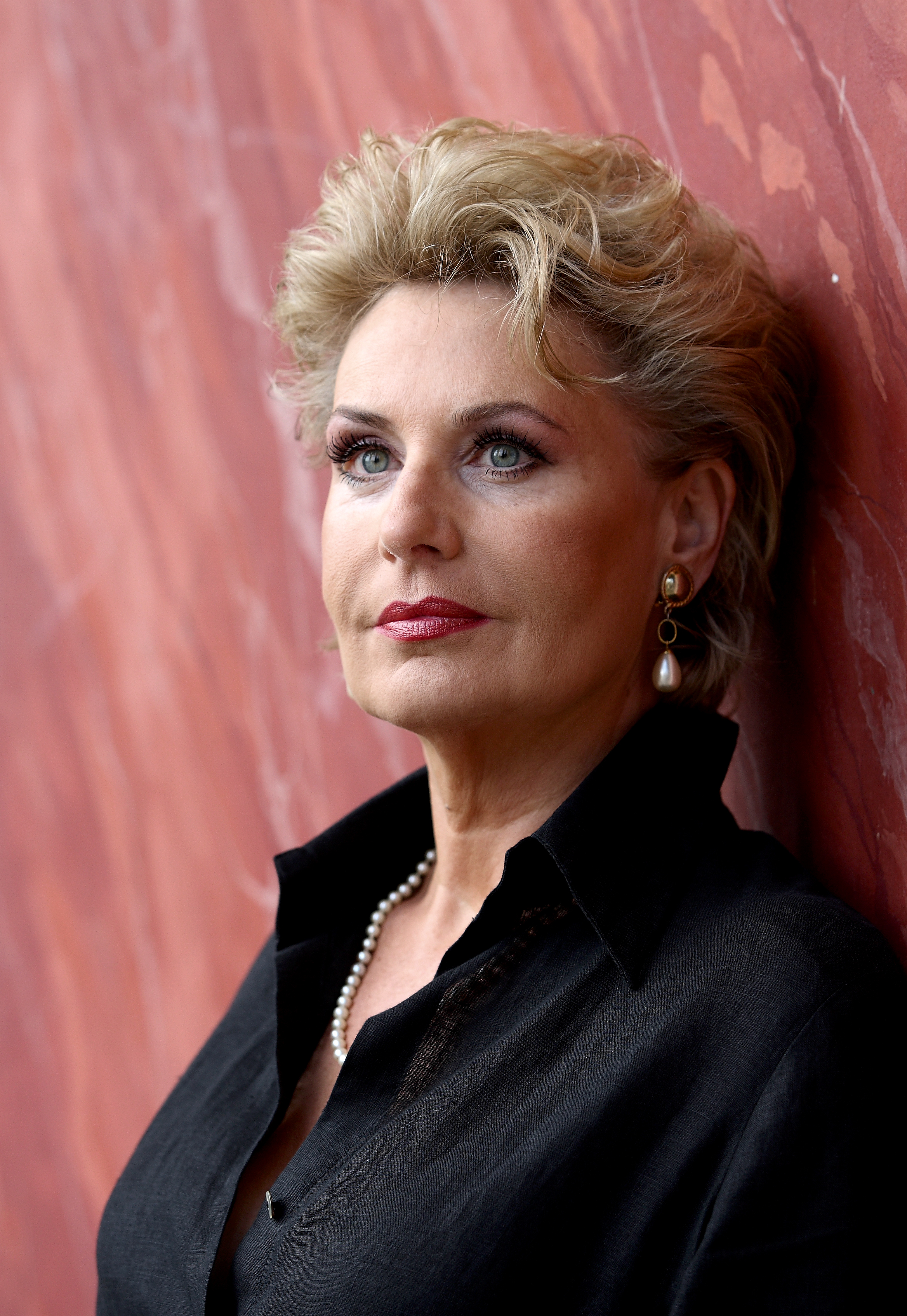
Doris Soffel

Doris Soffel, född 12 maj 1948 i Hechingen, Baden-Württemberg, är en tysk operasångerska (mezzosopran).

## Karriär
Soffel studerade först violin, sedan sång vid Münchens musikhögskola. Hon var 1973-82 fast ensemblemedlem vid Stuttgartoperan. Hon fick sitt internationella genombrott 1983 som Sesto i Mozarts Titus på Royal Opera House i London. Redan 1983 sjöng hon Fricka i Bayreuth. Doris Soffel blev den enda tyska mezzosopranen med internationell karriär i belcanto-koloratur i operor av Rossini, Donizetti och Bellini. Inte minst i Sverige framträdde hon ofta i detta rollfack. Hon sjöng också flera uruppföranden i operor av samtida kompositörer som Reimann och Penderecki. Som solist i Mahlerkonserter framträdde hon i hela världen. Från 1994 sjöng hon mera dramatiska roller som Judit i Béla Bartóks Riddar Blåskäggs borg, Eboli i Verdis Don Carlos och Amneris i Verdis Aida. 
Sedan 1999 tillhör Doris Soffel de mest efterfrågade sångerskorna i operor av Wagner och Richard Strauss, till exempel Ortrud Lohengrin, Kundry Parsifal, Fricka Rheingold och Die Walküre, Herodias - Salome och Amme - Die Frau ohne Schatten. Under 2007 sjöng hon den kvinnliga huvudrollen Marfa i Musorgskijs Chovansjtjina. Doris Soffel är tysk Kammersängerin och har mottagit den svenska Nordstjärneorden.

## Repertoire

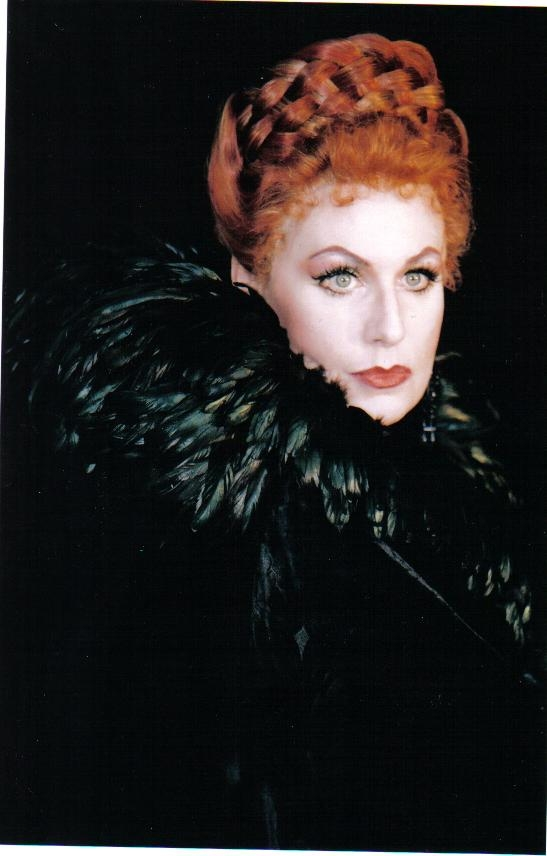
Ortrud

Opera
| Composer                      | Opera                                       | Part                       |
| ----------------------------- | ------------------------------------------- | -------------------------- |
| Bartók Béla                   | A Kékszakállú herceg vára                   | Judit                      |
| Bellini Vincenzo              | Norma                                       | Adalgisa                   |
| Berg Alban                    | Lulu                                        | Gräfin Geschwitz           |
| Berlioz Hector                | Les Troyens                                 | Didon                      |
| Bizet Georges                 | Carmen                                      | Carmen                     |
| Cilea Francesco               | Adriana Lecouvreur                          | La Principessa di Bouillon |
| Donizetti Gaetano             | Anna Bolena                                 | Giovanna di Seymour        |
|                               | La Favorita                                 | Leonora di Guzman          |
|                               | Maria Stuarda                               | Elisabetta                 |
| Dvorák Antonín                | Rusalka                                     | Hexe Jezibaba              |
| Flotow Friedrich Freiherr von | Martha oder Der Markt zu Richmond           | Nancy                      |
| Gluck Christoph Willibald     | Orfeo ed Euridice                           | Orfeo                      |
| Händel Georg Friedrich        | Hercules                                    | Dejanira                   |
| Janácek Leos                  | Káta Kabanová                               | Kabanicha                  |
| Mascagni Pietro               | Cavalleria rusticana                        | Santuzza                   |
| Massenet Jules                | Hérodiade                                   | Hérodiade                  |
|                               | Werther                                     | Charlotte                  |
| Mozart Wolfgang Amadeus       | Così fan Tutte                              | Dorabella                  |
|                               | La Clemenza di Tito                         | Sesto                      |
|                               | Die Zauberflöte                             | Zweite Dame                |
|                               | Cosi fan Tutti                              | Dorabella                  |
| Musorgskij Modest Petrovic    | Boris Godunow                               | Marina Mnisek              |
|                               | Chowantschina                               | Marfa                      |
| Penderecki Krzysztof          | Ubu Rex                                     | Mère Ubu                   |
| Ponchielli Amilcare           | La Gioconda                                 | Laura Adorno               |
| Poulenc Francis               | Dialogues des Carmelites                    | Madame de Croissy          |
| Reimann Aribert               | Troades                                     | Kassandra                  |
| Rossini Gioachino             | Cenerentola                                 | Angelina                   |
|                               | Il Barbiere di Siviglia                     | Rosina                     |
|                               | L’Italiana in Algeri                        | Isabella                   |
|                               | Mosè in Egitto                              | Sinaide                    |
| Saint-Saëns Camille           | Samson et Dalila                            | Dalila                     |
| Schoeck Othmar                | Penthesilea                                 | Penthesilea                |
| Spohr Louis                   | Jessonda                                    | Amazili                    |
| Strauss Johann                | Die Fledermaus                              | Prinz Orlofsky             |
| Strauss Richard               | Elektra                                     | Klytämnestra               |
|                               | Ariadne auf Naxos                           | Der Komponist              |
|                               | Capriccio                                   | Clairon                    |
|                               | Die Frau ohne Schatten                      | Die Amme                   |
|                               | Der Rosenkavalier                           | Octavian                   |
|                               | Salome                                      | Herodias                   |
| Strawinsky Igor               | Oedipus Rex                                 | Jocaste                    |
| Tschaikowsky Peter Iljitsch   | Orleanskaja Deva                            | Jeanne d'Arc               |
|                               | Pique Dame                                  | Gräfin                     |
| Verdi Giuseppe                | Aida                                        | Amneris                    |
|                               | Don Carlo                                   | Eboli                      |
|                               | Un ballo in Maschera                        | Ulrika                     |
|                               | Il Trovatore                                | Azucena                    |
| Wagner Richard                | Götterdämmerung                             | Waltraute                  |
|                               | Lohengrin                                   | Ortrud                     |
|                               | Parsifal                                    | Kundry                     |
|                               | Das Rheingold                               | Fricka                     |
|                               | Rienzi: Der letzte der Tribunen             | Adriano                    |
|                               | Tannhäuser und der Sängerkrieg auf Wartburg | Venus                      |
|                               | Tristan und Isolde                          | Brangäne                   |
|                               | Die Walküre                                 | Fricka                     |
| Wolf Hugo                     | Der Corregidor                              | Frasquita                  |
| Zemlinsky Alexander von       | Eine Florentinische Tragödie                | Bianca                     |

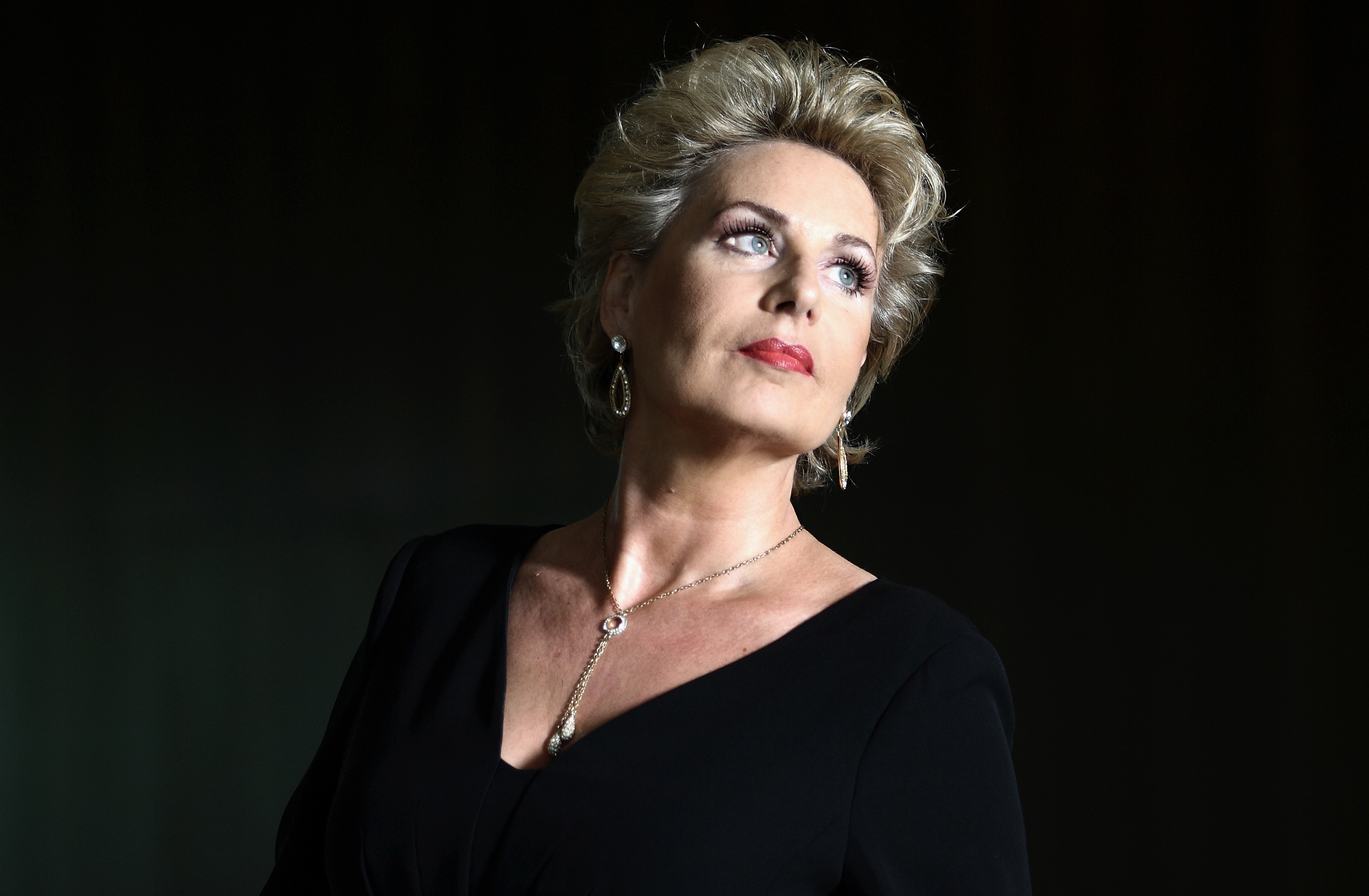
Doris Soffel
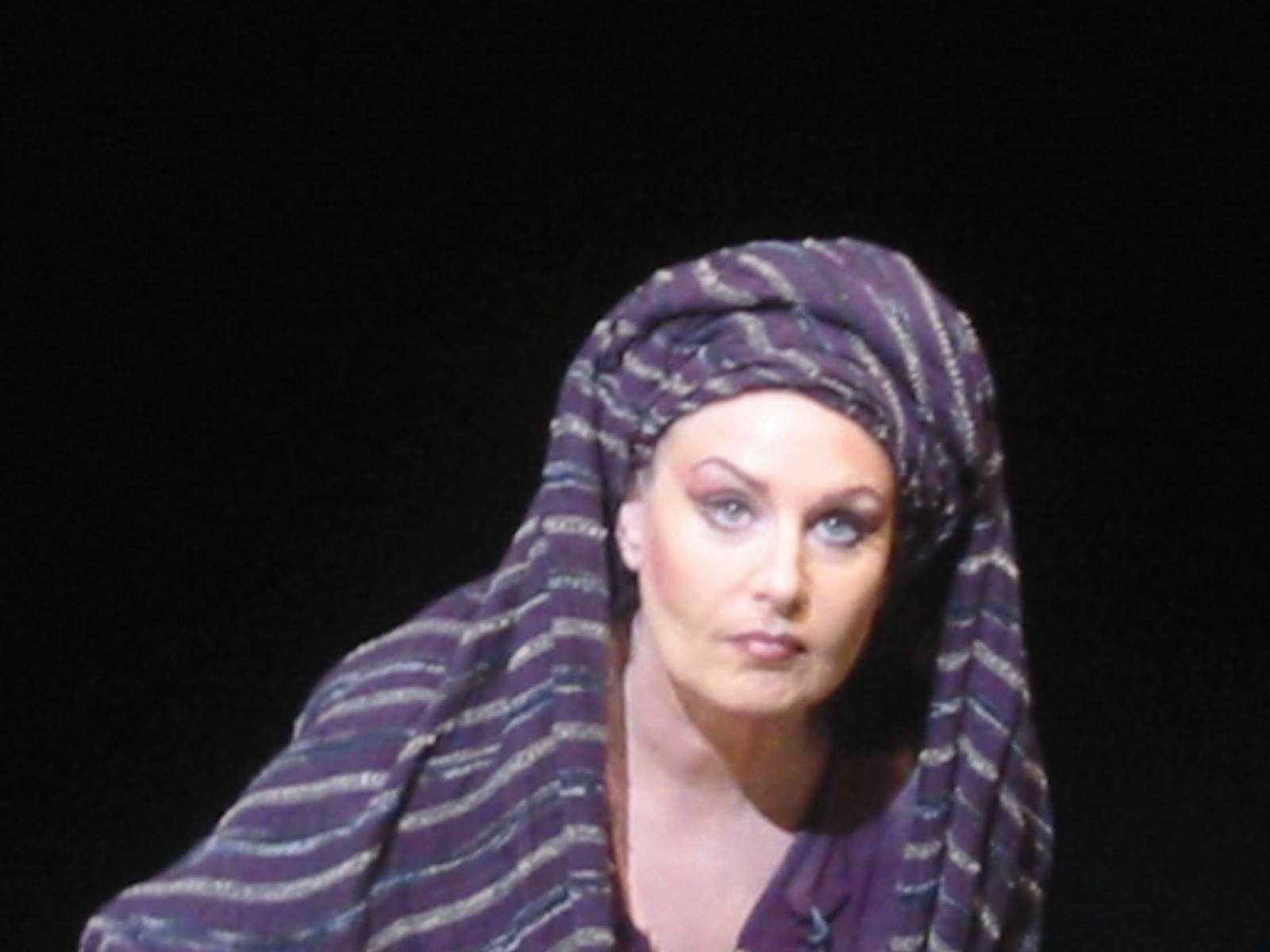
Kundry in Parsifal
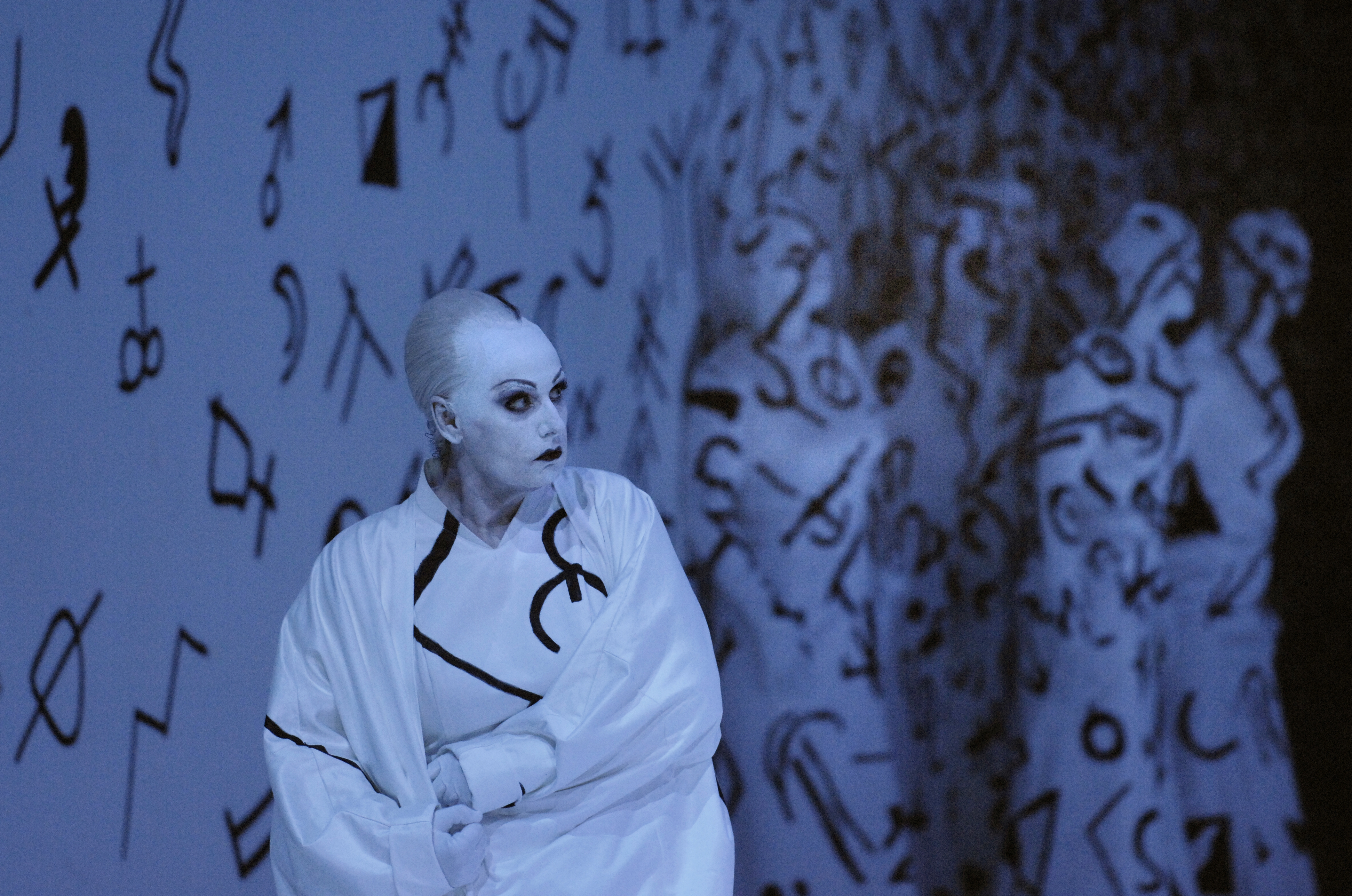
Amme in Frau ohne Schatten

Concerts
| Bach Johann Sebastian   | Passionen und Oratorien                 | Mezzo      |
| Beethoven Ludwig van    | Missa solemnis D-dur op.123             | Mezzo      |
|                         | Symphonie No. 9                         | Alt        |
| Berlioz Hector          | Mort de Cleopâtre                       | Mezzo      |
|                         | Nuits d'été                             | Mezzo      |
|                         | Damnation de Faust                      | Marguerite |
| Brahms Johannes         | Lieder Brahms                           | Mezzo      |
| Bruckner Anton          | Mass No. 3 in F minor                   | Alt        |
| Haydn Joseph            | Harmoniemesse B-dur Hob.XXII:13         | Alt        |
|                         | Heiligmesse B-dur Hob XXII:10           | Alt        |
|                         | Missa Sanctae Caeciliae C-dur           | Alt        |
|                         | Theresienmesse B-dur Hob.XXII:12        | Mezzo      |
| Mahler Gustav           | Das Lied von der Erde                   | Mezzo      |
|                         | Kindertotenlieder                       | Mezzo      |
|                         | Sinfonie Nr.2 c-moll (Auferstehung)     | Alt        |
|                         | Sinfonie Nr.8 Es-dur (Sinf.der Tausend) | Alt        |
|                         | Symphonie No. 3                         | Mezzo      |
|                         | Rückert-Lieder                          | Mezzo      |
|                         | Lieder eines fahrenden Gesellen         | Mezzo      |
| Reutter Hermann         | Lieder                                  | Mezzo      |
| Schubert Franz          | Lieder und Liederzyklen                 | Mezzo      |
| Schulhoff Erwin         | Landschaften/Menschheit                 | Mezzo      |
| Schumann Robert         | Lieder und Liederzyklen                 | Mezzo      |
| Schönberg Arnold        | Gurrelieder                             | Waldtaube  |
| Schweinitz Wolfgang von | Liederzyklus "Papiersterne"             | Mezzo      |
| Skrjabin Aleksandr      | Symphonie Nr. 1 E-Dur                   | Mezzo      |
| Strauss Richard         | Lieder und Liederzyklen                 | Mezzo      |
| Verdi Giuseppe          | Requiem                                 | Mezzo      |
| Wagner Richard          | Wesendonk-Lieder                        | Mezzo      |
| Zemlinski Alexander von | Maeterlink Orchesterlieder              | Mezzo      |